# Roca Alta (Camarasa)
La Roca Alta és una muntanya de 1178 metres que es troba entre els municipis de Camarasa i de Vilanova de Meià, a la comarca catalana de la Noguera.